# Encephalartos arenarius
Encephalartos arenarius  (лат.) — вечнозелёное древовидное растение рода Энцефаляртос (Encephalartos).

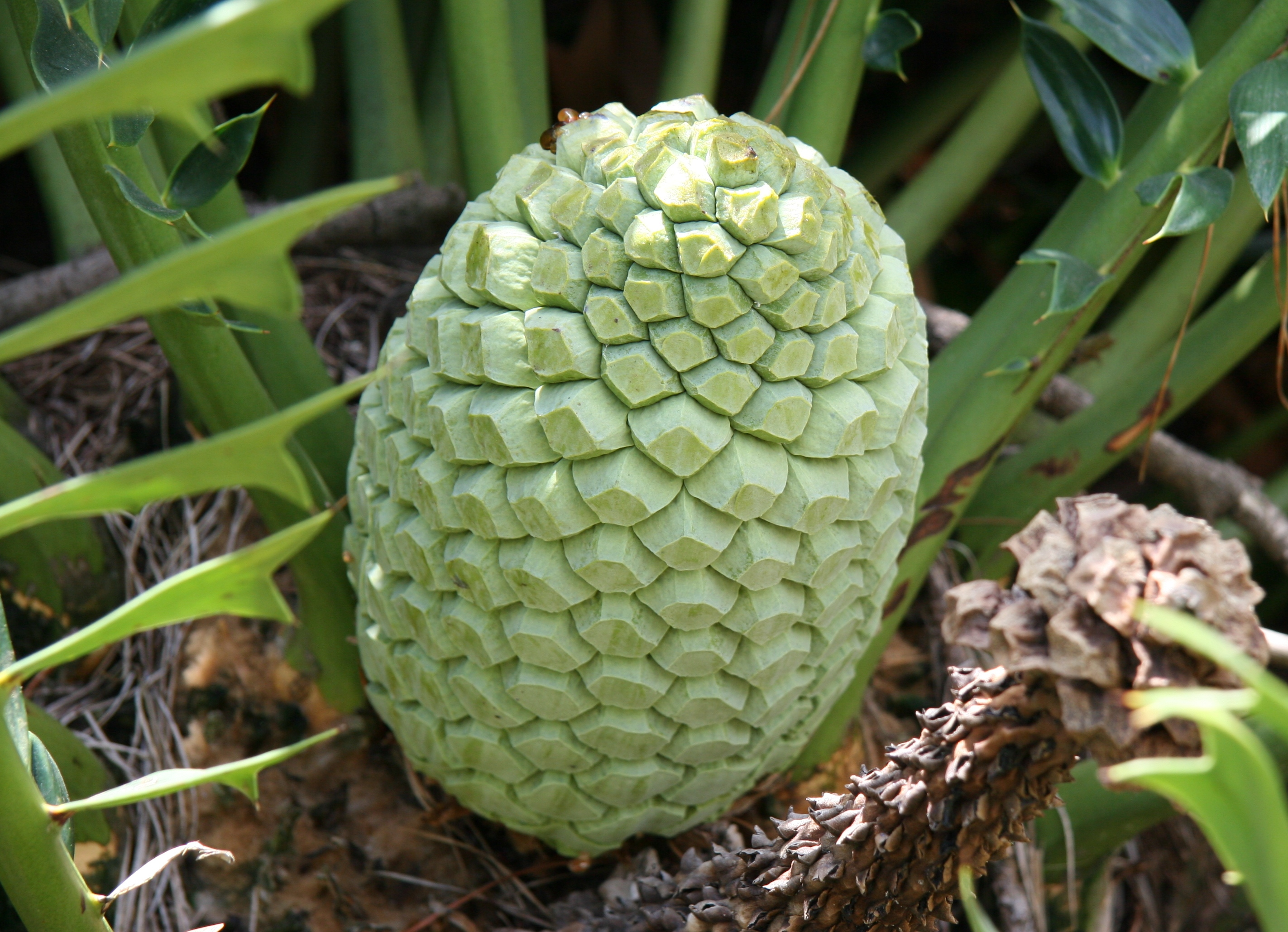
Женская шишка

## Описание
Ствол 1 м высотой, 20-30 см диаметром. Листья 100—150 см в длину, синие или серебряные, полуглянцевые; хребет зелёный, немного изогнутый; черенок прямой, без колючек. Листовые фрагменты яйцевидные; средние — 12-16 см длиной, 30-40 мм в ширину. Пыльцевые шишки 1, узкояйцевидные, зелёные, 30-50 см длиной, 8-15 см диаметром. Семенные шишки 1, яйцевидные, зелёные, длиной 50-60 см, 25-30 см диаметром. Семена яйцевидные, длиной 40-50 мм, шириной 20-25 мм, саркотеста красная.

## Распространение
Распространён в небольшом районе Восточно-Капской провинции в ЮАР. Основные субпопуляции находятся недалеко от города Александрия. Встречается на высоте от 100 до 200 м над уровнем моря. Растения растут в густо лесистых прибрежных дюнных лесах и кустарниках. Большинство растений — на умеренно крутых склонах в песчаном грунте на стабилизированных дюнах.

## Взаимодействие с человеком
Серьёзной угрозой для этого вида является сбор коллекционерами. Это было основной причиной сокращения за последние 50 лет. Некоторые из них также были уничтожены в результате уничтожения мест обитания (чтобы освободить место для пастбищ). Популяции находится в пределах Национального парка Аддо.